# Никольское 2-е (Панинский район)
Никольское 2-е — посёлок в Панинском районе Воронежской области России. Входит в Дмитриевское сельское поселение.

## География
Посёлок находится в центральной части поселения, при балке рядом с рекой Желтухой.

### Улицы
- ул. Заречная

## История
Основан в начале XIX века. В 1859 году в селе было 13 дворов и 202 жителя. В 1900 году здесь в 27 дворах проживало 236 человек. Было одно общественное здание. При селе была усадьба В. Т. Ключаревой «Никольское», в которой в 1900 году проживало 24 человека.

## Население
| 2000 | 2005 | 2010 |
| ---- | ---- | ---- |
| 57   | ↘51  | ↗52  |